# Мадонна з немовлям і янголами (вітраж)
Вітраж «Мадонна з немовлям і янголами» — зразок вітражу доби французького маньєризму середини 16 ст.

## Опис твору
Важливою особливістю маньєризму як стилю був його аристократизм, недемократичність, орієнтованість на смаки багатих володарів, взагалі припалацовий характер. Головними замовниками і споживачами мистецтва маньєризму була церковна і світська аристократія. Не дивно, що значні центри маньєризму гуртувались при дворі папи римського, герцогського двору у Флоренції, при королівських палацах в Фонтенбло (Франція), Ескоріалі (Іспанія), Празі (Чехія), Кракові (Польща). Навіть коли мистецькі центри розташовані поза межами відомих центрів маньєризму, вони все одно виконують замови аристократів (зброярі Мілану (Італія) десятиліттями працювали на замовлення королів Франції з маньєристичними смаками).
Трансформація зачепила і живопис. Характерними особливостями художнього рішення робіт, що відносяться до стилю маньєризм, можна вважати підвищену духовність. Картинам притаманні деформованість фігур, напруженість поз (контрапост), незвичайні або чудернацькі ефекти, пов'язані з розмірами, освітленням або перспективою, використання дратівливих хроматичних кольорових гам, перевантаження композиції фігурами і деталями тощо. У Франції, де була самобутня середньовічна культура, стилістика італійського маньєризму швидко набула національного забарвлення і прийшла в відомі галузі національних ремесел, серед яких і створення вітражів.
Всі риси стилістики маньєризму притаманні і вітражу «Мадонна з немовлям і янголами». Його корольрові гамми сірі, зближені і нагадують грізайль. Специфіка французького вітража доби середньовіччя відкинута і картина на склі наближена до картин олійними фарбами. Від новітніх на той час рис - симетрія, розповсюджений трикутник композиції і сам характер вівтарного образу. В центрі на троні Мадонна з немовлям, обабіч — симетричні янголи з квітами і фруктами. Симетрію підтримують архітектурний трон ренесансного типу, великі вікна і драперія на тлі. Зовсім не схожий на середньовічний і одяг Мадонни, умовно-історичні розлогі спідниця і плащ якої спускаться долу. Кольорова гама неприемна, її урізноманітнюють лише золотаві кольори волосся і німбів Мадонни та Христа. Колір волосся янголів частково втрачений.
Стилістика малюнка нагадує твори майстрів Школи Фонтенбло. Зображення нагадує Мадонн на гравюрах французького майстра Жана Міньона. Вітраж створений 1544 року.